# Одна (фільм)
«Одна» (рос. «Одна») — російський радянський повнометражний чорно-білий художній фільм, поставлений на Ленінградської фабриці «Союзкіно» в 1931 році режисерами Григорієм Козінцевим та Леонідом Траубергом.
Прем'єра фільму в СРСР відбулася 10 жовтня 1931 року.

## Зміст
Молода вчителька з Ленінграда потрапляє в алтайське село. Спочатку їй важко знайти спільну мову з місцевими та звикнути до незвичайного побуту. Однак з часом вона завойовує довіру свого нового оточення, заступаючись за простих людей перед жадібними і надмірно бюрократичними місцевими бійцями.

## Ролі
- Олена Кузьміна — вчителька Кузьміна
- Петро Соболевський — її наречений
- Сергій Герасимов — голова сільради
- Марія Бабанова — його дружина
- Ван Люй-Сян — кулак-бай
- Яніна Жеймо — молода вчителька
- Борис Чирков — розмова по телефону

## Знімальна група
- Автори сценарію і режисери — Григорій Козинцев, Леонід Трауберг
- Звукорежисер — Лев Арнштам
- Оператор — Андрій Москвін
- Художник — Євген Еней
- Композитор — Дмитро Шостакович
- Звукооператор — Ілля Вовк
- Озвучення виконувалося на апараті системи А. Ф. Шоріна.